# Stenarchella
Stenarchella là một chi bướm đêm thuộc phân họ Tortricinae của họ Tortricidae.

## Các loài
- Stenarchella eupista Diakonoff, 1968